# Luke Collingwood

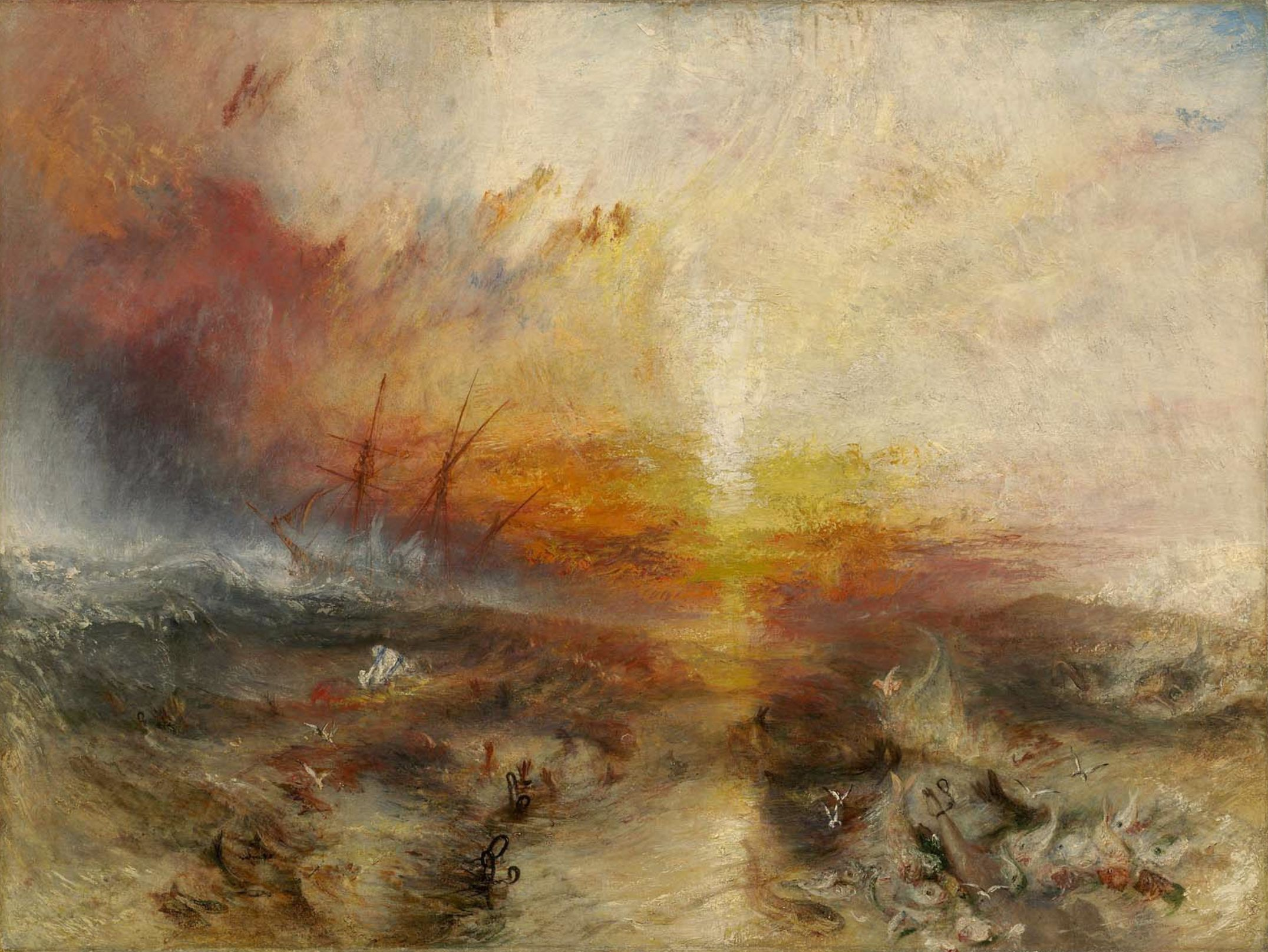
El cuadro de Turner (The Slave Ship, 1840).

Luke Collingwood (c. 1733 - 1781) fue un esclavista británico, médico y capitán de un tristemente célebre barco negrero: el Zong. Se estima que se casó a mediados de la década de 1760. En su primer destino naval ejerció como médico, y a pesar de su escasa experiencia, en su segunda expedición, capitaneaba el Zong. Durante ese viaje, el 29 de noviembre de 1781, considerando que había muchos esclavos enfermos, que previsiblemente no sobrevivirían mucho tiempo aunque consiguieran llegar a su destino, decidió arrojar al mar a 133 de ellos. El propio capitán Collingwood murió antes de terminar el viaje.
Para entender la decisión del capitán es necesario tener en cuenta que las pérdidas de carga en el mar (incluida la carga viva) estaban cubiertas por el seguro, mientras que no ocurriría lo mismo con las muertes de los esclavos una vez llegados a puerto. La reclamación del seguro por los armadores del buque suscitó un escándalo entre la opinión pública, que no consideraba aceptable que tal cosa fuera posible bajo la ley británica. Este escándalo estuvo entre los factores que incrementaron la popularidad de la causa abolicionista y finalmente llevaron a reconsiderar la política sobre la esclavitud con su abolición en 1815.
El incidente fue tema de un cuadro de J. M. W. Turner The Slave Ship, ya en el siglo XIX. Una dramática escena similar aparece en la película de Steven Spielberg Amistad (1997), aunque en ese caso (también verídico) el sacrificio de los esclavos no se produjo por razones de enfermedad, sino para evitar la falta de comida.